# Berestowica
Berestowica, Brzostowica (biał. Бераставіца; ros. Берестовица) – wieś na Białorusi, w obwodzie grodzieńskim, w rejonie szczuczyńskim, w sielsowiecie Ostryna.
W dwudziestoleciu międzywojennym miejscowość leżała w Polsce, w województwie białostockim, w powiecie grodzieńskim, w gminie Berszty. 16 października 1933 utworzyła gromadę Brzostowica w gminie Berszty. Po II wojnie światowej weszła w struktury ZSRR.